# Saint-Jean-d’Ormont
Saint-Jean-d’Ormont település Franciaországban, Vosges megyében. Lakosainak száma 128 fő (2022. január 1.). Saint-Jean-d’Ormont Ban-de-Sapt, Denipaire és Saint-Dié-des-Vosges községekkel határos.

## Népesség
A település népessége az elmúlt években az alábbi módon változott:
| Lakosok száma | 132  | 127  | 124  | 122  | 120  | 119  | 117  | 123  | 128  |
|               | 2013 | 2015 | 2016 | 2017 | 2018 | 2019 | 2020 | 2021 | 2022 |